# Zaxxon
Zaxxon (яп. ザクソン) — аркадная видеоигра в жанре изометрического скролл-шутера, разработанная компанией Sega в 1982 году. Игрок управляет небольшим космическим кораблём, который необходимо провести через крепость с противниками и препятствиями. Задача игрока состоит в том, чтобы поразить как можно больше целей, не будучи сбитым или не исчерпав топливо.
На момент своего издания Zaxxon была первой игрой, использовавшей аксонометрическую проекцию, что дало ей имя — AXXON от «АКСОНометрическая проекция». Подвидом аксонометрической проекции является изометрическая, которая используется для эффекта трёхмерной графики с видом сверху. Игра была одной из первых, в которых использовались тени. При этом тень давала игроку возможность лучше ориентироваться в пространстве. Zaxxon стала первой аркадной игрой, которая рекламировалась по телевидению посредством видеоролика, снятого Paramount Pictures за 150 000 долларов.
Игра получила высокие оценки от игровой прессы, которая отметила трёхмерную графику и игровой процесс. Zaxxon была портирована на более чем десяток различных платформ, получила продолжение и породила множество клонов.

## Игровой процесс

Игровой процесс оригинальной аркадной версии Zaxxon

В Zaxxon игрок управляет звездолётом, который все время находится в левом нижнем углу и летит в верхний правый угол экрана. То есть игра является скролл-шутером с «диагональной» прокруткой. Целью игры является прохождение уровней и набор как можно большего числа очков, которые игрок получает за уничтожение врагов в космической крепости посредством стрельбы. Во время полёта игроку необходимо избегать столкновений с препятствиями и огнём противника, а также следить за тем, чтобы не закончилось топливо.
Особенностью игровой механики Zaxxon является то, что во время игры можно изменять высоту полёта корабля и помимо этого перемещаться влево или вправо, но при этом игрок не может остановить движение вперёд. Соответственно, игроку требуется ориентироваться в трёхмерном пространстве, когда корабль, перемещаясь внутри замкнутых космических станций, должен подниматься и нырять для того, чтобы не врезаться в объекты и пролетать в щели. Для ориентации в игре имеется высотомер, позволяющий игроку контролировать положение корабля над поверхностью. В то же время, высоту полёта можно определить с помощью тени. Во время игры требуется уворачиваться от ракет, которые могут быть запущены вверх с земли, а также собирать топливо для того, чтобы оставаться в воздухе, которое может быть пополнено уничтожением топливных баков на уровне.

## Портированные версии
С 1982 по 1985 годы игра Zaxxon была портирована на IBM-PC-совместимые компьютеры, Amiga 1000, Apple II, 8-разрядное семейство Atari, Atari 2600, Atari 5200, MSX, ZX Spectrum, Commodore 64, Dragon 32, ColecoVision, Intellivision, Sega SG-1000 и TRS-80 Color Computer. Версии для Atari 2600 и Intellivision заметно отличались, так как они использовали вид от третьего лица, позади корабля, в отличие от изометрии в других версиях. Версия для ColecoVision, разработанная Лоуренсом Шиком, стала первой версией для домашних компьютеров, использовавшей изометрическую графику.
В 1983 году Coleco издало настольную версию Zaxxon с двухпанельным вакуумно-люминесцентным экраном. Bandai выпустило две портативные версии игры.
В 2006 году игры серии Zaxxon были включены в качестве бонусных игр в сборниках Sega Genesis Collection для приставок Playstation 2 и Playstation Portable. Оригинальная игра Zaxxon была включена в сборник на PS2, а Super Zaxxon добавлена на PSP. Zaxxon также была добавлена в качестве открываемой игры в сборнике Sonic's Ultimate Genesis Collection для Xbox 360 и PlayStation 3.
Аркадная версия игры была издана на Wii Virtual Console 15 декабря 2009 года в Японии, 5 марта 2010 года в PAL-регионах и 12 апреля в Северной Америке.

## Отзывы
| Иноязычные издания    | Иноязычные издания                                                           |
| Издание               | Оценка                                                                       |
| --------------------- | ---------------------------------------------------------------------------- |
| AllGame               | (Arcade) · (Coleco) · (5200) · (INTV) · (2600) · (Apple) · (400/800) · (C64) |
| CVG                   | 39 / 40 (MSX)                                                                |
| Arcade Express        | 9 / 10 (ColecoVision)                                                        |
| Home Computing Weekly | (Spectrum)                                                                   |
| K-Power               | 8 / 10 (TRS-80)                                                              |
| Tilt                  | (ColecoVision)                                                               |
| Награды               |                                                                              |
| Издание               | Награда                                                                      |
| Arcade Awards (1982)  | «Лучшая научная/фэнтезийная игра» (сертификат качества)                      |
| Arcade Awards (1983)  | «Видеоигра года» (сертификат качества)                                       |
| Arkie Awards (1984)   | «Лучшая автономная игра года», Компьютерная игра года (сертификат качества)  |
| Electronic Games      | Помещена в «Зал славы»                                                       |

В журнале Video Games в 1983 году версия Zaxxon для ColecoVision была названа «переворотом на этой системе». Журнал Video также похвалил версию для ColecoVision в своей колонке «Arcade Alley», назвав её «одной из самых захватывающих игр» и отметив попутно, что единственной «серьёзной критикой» аркадной версии является то, что «многие игроки чувствуют, что им нужны тренировки для того, чтобы иметь хотя бы призрачные шансы на успех»:26. Softline в 1983 году назвал 8-битную версию для Atari «превосходной трёхмерной компьютерной игрой. … Пока что с момента выхода Choplifter ни одна игра не выглядела настолько впечатляюще [как Zaxxon]». Журнал также похвалил графику версий для Apple II и TRS-80, несмотря на аппаратные ограничения этих компьютеров, и предсказал, что Zaxxon будет «долговечным бестселлером». В 1984 году читатели журнала назвали игру пятой по популярности программой на Apple, самой худшей программой для Apple и третьей худшей программой 1983 года для Atari. K-Power дал 8 очков из 10 версии для Color Computer. Журнал похвалил её «превосходную трёхмерную графику» и заключил, что «Zaxxon — игра, которую невозможно расхвалить достаточно».
II Computing в конце 1985 года поставил Zaxxon на четвёртое место в своём списке лучших игр для Apple II, основываясь на данных о продажах игры.

## Наследие
Zaxxon стала уникальной относительно игровой механики, когда была предложена способность игрока изменять высоту полёта корабля, а также перемещать его влево или вправо, что, по существу, сделало игру одной из первых трёхмерных шутеров. Это её отличало от горизонтальных или вертикальных скролл-шутеров, характерных для того времени. В то же время Zaxxon стала первой игрой, использовавшей аксонометрическую проекцию, а также одной из первых, в которых использовались тени.

### Продолжения
После успеха игры Zaxxon вышел сиквел для аркадных автоматов под названием Super Zaxxon. Цветовая схема иная, корабль игрока летит быстрее, что сделало игру более сложной, и робот в конце второй крепости был заменён на дракона. Но игра не достигла успеха оригинала.
В 1982 году компания Milton Bradley издала настольную игру Zaxxon.
В 1987 году на Sega Master System была издана игра Zaxxon 3-D, которая использовала стереоизображение, и к ней прилагались стереоочки для восприятия глубины. Как и версии для Atari 2600 и Intellivision, она была с прокруткой вперёд с видом сзади, нежели с изометрической.
В 1995 году на Sega 32X была издана игра Zaxxon's Motherbase 2000 и от остальных игр в серии отличалась использованием полигональной графики. Игра несла бренд Zaxxon только в США, версия для Японии называлась Parasquad, а для Европы — Motherbase. Критики отмечали, что игра недостаточно схожа с Zaxxon, для того чтобы использовать её бренд.
В 2012 году Zaxxon демонстрировалась на выставке «The Art of Video Games» Смитсоновского института.
Прямой сиквел, Zaxxon Escape, был издан 4 октября 2012 для устройств на iOS и Android. Игра подверглась критике за отсутствие сходства с оригиналом.

### Клоны и схожие игры
Неавторизованные адаптации игры были выпущены для домашних компьютеров TI-99/4A под названием Arcturus, Amstrad CPC под названием Zaxx, TRS-80 Color Computer под названием Zakssund (в 1983 году) и BBC Micro под названием Fortress (в 1984 году). Также, в 1982 году для игровых автоматов был издан бутлег игры под названием Jackson.
В 1989 году компания Vortex Software разработала клон Zaxxon под названием H.A.T.E.: Hostile All Terrain Encounter, который затем был издан Gremlin Graphics.
Похожая на Zaxxon игра Future Spy была разработана Sega в 1984 году. Эта игра использовала ту же аппаратную платформу, что и Zaxxon, и имела очень похожий геймплей, но у неё была более реалистичная военная тематика. Другой схожей игрой считается Viewpoint, которая была издана в 1992 году компанией Sammy для системы Neo-Geo. У неё был схожий с Zaxxon игровой процесс и использовался изометрический вид.